# Coscinida coreana
Coscinida coreana är en spindelart som beskrevs av Paik 1995. Coscinida coreana ingår i släktet Coscinida och familjen klotspindlar. Inga underarter finns listade i Catalogue of Life.